# Xian de Zhag'yab
Le xian de Zhag'yab (察雅县 ; pinyin : Cháyǎ Xiàn), en tibétain dzong de Dragyab (tibétain : བྲག་གཡབ་རྫོང་, Wylie : brag g.yab rdzong) est un district administratif de la région autonome du Tibet en Chine, anciennement dans la province tibétaine du Kham. Il est placé sous la juridiction de la préfecture de Qamdo.

## Démographie
La population du district était de 51 730 habitants en 1999.
La ville de Yendum comptait 9 314 habitants en 2000.

## Personnalité
- Ratoe Chuwar Trulku (1915-1992) est originaire de Dragyab.